# Jacint Díaz Sicart
Jacint Díaz Sicart (Vallfogona de Riucorb, 1809 – Sarrià, Barcelona, 1885) va ser un llatinista i hel·lenista català.
El seu pare, catedràtic de medicina a la Universitat de Cervera, morí quan tot just tenia uns mesos. Ramon Llàtzer de Dou, un important jurista barceloní, el protegí a partir de llavors. Estudia vuit anys a la Universitat de Cervera (1822-1830). Durant el primer quadrienni, filosofia; en el segon, Institucions Canòniques. En paral·lel, estudia gramàtica llatina i retòrica a Igualada. Amb només vint-i-tres anys obté la càtedra d’Institucions Canòniques per impartir classes. Encara a Cervera, segueix els seus estudis especialitzant-se en Dret Romà Hispà i Dret Real (1832-35).
Díaz Sicart interromp els seus estudis quan marxa a Itàlia (1835) per exercir com a procurador de la família Dou. El seu tutor, Ramon Llàtzer de Dou—a qui dedicaria una apologia poc abans de morir (1885)—havia mort feia tres anys. Torna a Catalunya el 1839, s'ignoren detalls de la seva vida durant la primera meitat dels anys quaranta. El 1845 és nomenat com a Catedràtic de Retòrica al Seminari de Vic i de Grec al Col·legi Privat de Segon Ensenyament de Vic.
El reconeixement de Díaz Sicart augmenta considerablement els anys cinquanta. Ingressa com a membre de l'Acadèmia de Bones Lletres (1852), i dos anys més tard es llicencia en Filosofia i Lletres (1854). Abans d’acabar la dècada obté la càtedra de Literatura Grega i Llatina a la Universitat de Barcelona (1858). Lluís Segalà i Estalella apunta la seva importància com una figura de transició entre «entre el decadent i somort grecisme de l’últim període de Cervera, i l’hel·lenisme universitari barceloní que farà possible el Noucentisme».
Vers 1860 es desplaça a Sevilla per exercir com a catedràtic de Literatura Clàssica. A la capital andalusa escriu la Historia de la literatura griega (1865) Retornat a Barcelona, Díaz Sicart recupera la seva càtedra a la Universitat de Barcelona. La seva carrera acadèmica acabarà amb l’assoliment del Doctorat en Filosofia i Lletres (1869) i el Deganat de la facultat de Lletres (1879). Morí pocs mesos després de jubilar-se, mentre postulava per ser monjo a Montserrat.

## Obres
- Ejercicios para aprender la lengua griega (1839)
- Lecciones de literatura latina[Enllaç no actiu] (1848)
- Compendio histórico-crítico de la literatura latina[Enllaç no actiu] (1849 i 1866)
- Discurso sobre el lugar del Campamento de César, en las cercanías de Lérida (1856)[5]
- Compendio histórico de literatura latina[Enllaç no actiu] (1857 i 1874)
- Memoria sobre los poetas griegos Anacreonte y Simónides (1859)
- Breve tratado sobre la pronunciacion griega (1864)
- Historia de la Filosofía griega antigua
- Historia de la literatura griega[Enllaç no actiu], en dos volums (1865)
- Compendio de la historia de la literatura griega (1867)
- Biografia o panegírico de D. Ramon Lázaro de Dou y de Bassols (1885)